# ويليام بيريرا
ويليام بيريرا (11 أكتوبر 1996 - ) (بالإنجليزية: William Pereira)‏ هو لاعب كريكت بريطاني.

## وصلات خارجية
- ويليام بيريرا على موقع إي آس بي آن كريك إنفو (الإنجليزية)